# Спринт (група)
„Спринт“ е българска рок група.

## История
Създадена е от Пейо Пеев (ударни), Виктор Грънчаров (китара), Стефан Бъчваров (бас) през октомври 1981 г. в София.
Първата песен на групата е „Усмихни се рано“ (муз. Пейо Пеев, 1981). Големият хит е „Без любов не може“ (муз. Ив. Калчинов, 1982). През 1982 г. Пейо Пеев кани Илиан Боев (клавишни), с когото работи заедно в Естрадния ансамбъл на 3-та армия в Сливен. През 1982 година „Спринт“ работи в Концертната дирекция заедно с Росица Ганева и Вили Кавалджиев.
През 1983 година Виктор Грънчаров отива в „Диана Експрес“, Илиан Боев (клавишни) заминава за Германия, Стефан започва работа с Росица Ганева. Пейо Пеев кани Чавдар Панев и Асен Лазаров (бас китара) и продължават звукозаписна дейност (хитът „Очакване“).
През 1984 година Пейо поканва Александър Рибицов (клавишни) и Евгени Симеонов (китара). Хитът им е „Звезда на любовта“ (муз. Хайгашот Агасян). През лятото на 1984 г. групата пътува на турне из цяла България с Ани Върбанова (Златен Орфей, 1980) и Орлин Горанов (Златен Орфей, 1984). През октомври 1984 г. напуска Александър Рибицов и на негово място идва Асен Драгнев (клавишни). Следва първият хит в направлението ню-романтикс „Две пътеки“ (муз. Асен Драгнев).
Големият хит на 1985 г. е песента „Като в приказка“ (муз Ив. Калчинов) в електропоп. През 1985 година на мястото на Асен Лазаров (бас) идва Николай Горанов бас), а през 1989 г. на мястото на Чавдар Панев идва Станислав Сланев, с когото „Спринт“ работи 2 години на концерти в Русия.
След това „Спринт“ заминава за Италия без Стенли. Завръщайки се от Италия, Пейо Пеев започва работа отново с Ч. Панев заедно с гостуващи музиканти – Димо Чакъров (пиано), Боби (китара) и др. Издава албума „В кой век“, а песента „Писна ми“ взема наградата на програма „Хоризонт“ на БНР на „Златният Орфей“.
През 1995 г. идват като музиканти Валентин Благоев (бас) и по-късно Христо Кирилов (китара). Излиза албумът „R&L“ през 1996 г., а песента „Няма как да ви кажа“ печели 1-ва награда на „Златният Орфей“.
През януари 1997 г. на фестивала в Сан Ремо Пейо Пеев се запознава с Долорес от британската група „Кренбърис“ и Аланис Морисет и решават „Спринт“ да работи с вокалистка в стил алтернатив рок. Той кани Ани Лозанова, с която записват песента „Новото лице“ (музика Асен Драгнев, текст Ани Лозанова) и осъществява турне из България и Украйна.
По-късно при записите на новия албум кани Юлиана Илиева – като продуцент на „Спринт“ записва и издава албума „Посоки“ и филма „Новото лице“ на БНТ – хитът на Спринт е „Домино“ (муз. „Спринт“).
От 1997 до 1999 г. групата работи и живее в Русия и издава „Алтернативный Альбом“ на руски език, в който влизат песни от албума „Посоки“ и 2 нови песни. Там Пейо Пеев поканва младия класически китарист Пламен Ковачев – PAPY.
От август 1999 – 2007 г. „Спринт“ работи в Азия (Hard Rock Cafe, Brau-clubs). През 2001 година излиза албумът „Спринт 1983 – 2000“. През периода 1997 – 2007 г. в „Спринт“ участват много гости музиканти и певци, които оставят следа.
От 2006 г. са Емил Копев (бас и соло вокал), Пенко Богданов (китара и вокал), Милко Андреев (клавишни, китара, бас, вокал), Пейо Пеев (ударни и вокал).
Албуми: „Без любов не може“, „Две пътеки“, „Роботът“, „Хей здравей“, „В кой век?“, Rock&Roll", „Посоки“, „Алтернативен албум“, „Спринт 1983 – 2000“, „Бъдеще 2“, „В едно кафе за двама“, „Спринт 35“, „Спринт 2016“.
Най-популярните песни на групата са „Хей, здравей“, „До телефона“, „Понеделници“, „Домино“, „Справедливост“, „Новото лице“, „Бъдеще“ (11 месеца в националната класация на Българското национално радио – „Ескалатор“ за 2008 г.), „В едно кафе за двама“ (10 месеца в националната класация на БНР).

## Концерти
Група „Спринт“ е правила концерти в над 23 страни на света. Изпълнявала е съвместно с Бой Джордж, Мик Тейлър (бивш музикант от „Роулинг Стоунс“), Prokol Harum, SWIT, Lady Punck (Полша), Лариса Долина, „ДДТ“, както и „Агата Кристи“, Serga, Krematorii, Bravo.
„Спринт“ има 300 концерта в Русия. Групата е работила в някои от най-големите клубове в света: „Метелица“ и „Б-2“ (1999 – 2001) в Москва, веригата „Hard Rock Cafe Asia“ (2002 – 2006), веригата „BRAU KOREA“ (2003 – 2007). От 2008 година „Спринт“ създава своя лейбъл „The Sprint Production Europe“, който продуцира и издава млади изпълнители и групи.

## Състав
Настоящи членове
- Пейо Пеев – барабани, акустична китара, вокал
- Милко Андреев – китара, клавишни, бас китара, вокал
- Пенко Богданов – китара, вокал
- Eмил Копев – соло вокал, бас китара, акустична китара, пиано

Бивши членове
- Виктор Грънчаров – соло китара 1983 – 1984
- Стефан Бъчваров – вокал, бас китара, 1983 – 1984
- Чавдар Панев – соло вокал, соло и ритъм китара, клавишни инструменти (1983 – 1988, 1991 – 1996)
- Асен Лазаров – бас китара (1984 – 1986)
- Евгений Симеонов – (1984 – 1989)
- Николай Горанов – бас китара (1986 – 1989)
- Станислав Сланев (Стенли) – вокалист (1988 – 1990)
- Христо Кирилов – китара, вокал (1995 – 1999)
- Ивайло Благоев – бас китара (1992 – 1999)
- Юлиана Илиева – вокал (1997 – 1999)
- Ани Лозанова – вокал (1996 – 1997)
- Виктория Терзийска – вокал (1998)
- Пламен Ковачев-Папи – китара, вокал 1998 – 2007

## Дискография
Албуми
- Без любов не може (1984)
- Две пътеки (1985)
- Роботът (1986)
- Спринт 4 (1987)
- Хей, здравей (1988)
- Спринт 6 (1989)
- В кой век (1995)
- Рокендрол (1996)
- Альтернативньй альбом – на руски език (Алтернативен албум) (1999)
- Посоки (2000)
- Най-доброто 1983 – 2000 (2001)
- Бъдеще II (2011)
- В едно кафе за двама (2015)